# Monte Cosrovassar
O monte Cosrovassar (em armênio: Խոսրովասար; romaniz.: Xosrovasar) ou Quexixe (em turco: Keşiş) é uma montanha na província de Ararate, que se estende entre os cursos inferiores dos rios Cosrove e Alsu, dois tributários do Vedi, 7,5 quilômetros a nordeste da aldeia de Ursazor. Sua altitude é de 1 988 metros. É composto por rochas sedimentares vulcânicas. As encostas são íngremes e altamente dissecadas. O pico é um lacólito alongado. As florestas e matagais de zimbro são muito comuns.